# Селеховское княжество
Селехо́вское кня́жество — русское удельное княжество под управлением одной из ветвей династии Рюриковичей.

## История
Небольшое феодальное владение, выделившееся из Смоленского княжества в начале XIV века. Досталось в управление младшему сыну смоленского князя Ивана Александровича Василию. Он, XV колено от Рюрика, получил в удел село Селехово с волостью и стал родоначальником князей Селеховских, которые до начала XVI века являлись вассалами Великого князя Литовского.

## Князья Селеховские
У князя Василия Ивановича Смоленского, был сын, великий князь смоленский — Иван Васильевич и согнал его со Смоленска великий князь литовский Ольгерд, после чего князь Иван Васильевич прибыл на службу к великому князю Дмитрию Ивановичу Донскому. Князь Иван Васильевич является родоначальником московской ветви княжеского рода Селиховских.
- Князь Селеховский Василий Михайлович — воевода в Тотьме (1619), московский дворянин (1627—1629).
- Князь Селиховский Семён Михайлович — стольник патриарха Филарета (1627).
- Князь Селиховский Лев Тимофеевич — московский дворянин (1629—1640).
- Князь Селеховский Дмитрий Борисович — воевода в Малом-Ярославце (1636—1640).
- Князь Селиховский Алексей Васильевич — московский дворянин (1640—1658).
- Князь Селеховский Фёдор — воевода в Верхососенском (1664—1665).[2][3].